# Old Funeral
Old Funeral war eine von 1988 bis 1992 existierende Black-/Death-Metal-Band aus Bergen. Sie gilt als eine Keimzelle der norwegischen Black-Metal-Szene.

## Bandgeschichte
Old Funeral existierte von 1988 bis 1992. In ihrer aktiven Zeit brachte die Band die beiden Demos The Fart That Should Not Be (1989) und Abduction of Limbs (1990) sowie die Extended Play Devoured Carcass über das Label Thrash Records heraus. Kurz vor der Auflösung wandelte sich der Stil zu Black Metal. Angeblich handelt es sich bei ihrem ersten Demo um die erste Metal-Aufnahme von Eirik „Pytten“ Hundvin in dessen legendären Grieghallen Studios in Bergen.
Obwohl sie musikalisch relativ unbedeutend war und in erster Linie unspektakulären Death Metal im Stile von Carcass und Morbid Angel spielte, wurde die Band vor allem durch ihre Mitglieder bekannt. Zu unterschiedlichen Zeiten spielten die beiden Immortal-Gründungsmitglieder Olve Eikemo (Abbath) und Harald Nævdal (Demonaz) in der Band. Daneben spielte von 1991 bis 1992 Jørn Inge Tunsberg Gitarre, der später Hades Almighty gründen sollte. Von 1990 bis 1991 spielte außerdem Kristian Vikernes in der Band, der später als Varg Vikernes, Gründer und einziges Mitglied der Black-Metal-Band Burzum sowie Mörder von Øystein Aarseth, bekannt wurde.

## Nach der Auflösung
Ab der zweiten Black-Metal-Welle, als Bands wie Burzum, Mayhem, Darkthrone sowie die Nachfolgeband Immortal bekannt wurden, wurden zahlreiche Kompilationen veröffentlicht. Bekannt wurde vor allem die Kompilationen The Older Ones und Join the Funeral Procession von Hammerheart Records. Eine vollständige Zusammenstellung des Materials bietet die Kompilation Our Condolences (1988-1992) von Soulseller Records. Diverse Livesongs finden sich auf der Kompilation Grim Reaping Norway.
Am 15. November 2015 trat Old Funeral beim Festival Blekk Metal im Line-up Olve Eikemo (Bass/Gesang), Tore Bratseth (Gitarre) und Jan Atle Åserød (Padden, Schlagzeug) auf. Neben eigenem Material spielte die Band auch eine Coverversion von Celtic Frosts Procreation of the Wicked.

## Diskografie

### Demos
- 1989: The Fart That Should Not Be
- 1990: Abduction of Limbs

### EPs
- 1991: Devoured Carcass (Thrash Records)

### Kompilationen
- 1998: Join the Funeral Procession (Picture Disc, Hammerheart Records)
- 1999: The Older Ones (Hammerheart Records)
- 2002: Grim Reaping Norway (Livekompilation, Hearse Records)
- 2013: Our Condolences (1988-1992) (2CD, Soulseller Records)
- 2020: Old Coffin Days (MC, A Fine Day to Die Records)